# Zaak-ERE
De Zaak-ERE is een corruptieschandaal in de Spaanse regio Andalusië waarin meerdere openbare gezagsdragers ervan worden verdacht geld te hebben verduisterd bij de legale afwikkeling van collectieve ontslagen en de daaraan verbonden financiële ondersteuningsregelingen. De feiten vonden plaats tussen 2000 en 2007.

## ERE's
ERE staat voor expediente de regulación de empleo, 'werkregularisatie dossier', een legaal gereedschap in Spanje waar bedrijven in een slechte economische situatie gebruik van kunnen maken om werknemers te ontslaan of op non-actief te stellen. Vanaf 2001 opende de regering van Andalusië onder leiding van Manuel Chaves dergelijke dossiers voor het Sevillaanse gemeentelijke bedrijf Mercasevilla. Volgens de oppositie van de Partido Popular en meerdere media is hierbij onrechtmatig gebruikgemaakt van gemeenschapsgeld, hoewel de Andalusische regering, onder leiding van de socialistische PSOE dit ontkent.

## Mogelijke fraude
Het onderzoek naar de onregelmatigheden vindt plaats onder leiding van de rechter Mercedes Alaya en het Tribunal de Cuentas del Estado (vergelijkbaar met het Belgische Rekenhof), en spitst zich toe op drie mogelijke misstanden:
- Gevallen van vervroegd pensioen van personen die nooit werkzaam waren bij de bedrijven in kwestie (12,3 mln euro)
- Subsidies toegekend aan bedrijven die nooit een ERE aan hebben gevraagd en zelfs aan personen die nooit een bedrijf op hebben gericht (73,8 mln euro)
- Commissies betaald aan tussenpersonen tussen de Andalusische regering en de werknemers die ver boven de marktwaarde waren. Voorbeelden van dergelijke intermediairen: verzekeraars, consultancykantoren, advocatenkantoren en vakbondsvertegenwoordigers (tussen de 50 en 68 mln euro).

## Onderzoek
Het onderzoek wordt verricht door de onderzoeksrechter Mercedes Alaya. Zij wordt hierin bijgestaan door het regionale Ministerie van Werkgelegenheid en andere afdelingen van de Junta de Andalucía. De PSOE verhindert in het regionale parlement dat er een parlementaire onderzoek in wordt gesteld naar de zaak, waar de oppositie, de PP en Izquierda Unida wel op aandringen.
Op 2 juli 2013 worden 21 hoogwaardigheidsbekleders aangeklaagd, waaronder voormalige regiopresidenten Manuel Chaves en José Antonio Griñán, en regionaal minster van economische zaken tussen 1994 en 2004 Magdalena Álvarez Arza.. De zaak brengt de socialistische partij PSOE op landelijk niveau ernstig in verlegenheid.

## Uitspraak
Op 19 november 2019 wordt uitspraak gedaan in de zaak door de Audiencia de Sevilla. José Antonio Griñán wordt veroordeeld tot meer dan 6 jaar gevangenisstraf en 12 jaar onverkiesbaarheid voor het behinderen van de rechtsgang en het vervreemden van publiek geld, en Manuel Chaves tot 9 jaar onverkiesbaarheid voor het verhinderen van de rechtsgang. Zij kunnen in beroep gaan tegen deze uitspraak bij het hooggerechtshof.